# 杨衍银
杨衍银（1947年12月—），女，山东新泰人，中华人民共和国政治人物。

## 生平
杨衍银早年供职于山东省平阴国棉纺织厂。1976年，升任山东省人事局副局长、中共山东省委组织部副部长。1979年，调任山东平阴县委副书记。1983年3月任中共山东省委常委。组织部副部长。1983年，后任省委常委，省妇联主任、党组书记。1988年，任山东省妇联主任。1990年，升任中华全国妇女联合会第六届执委会书记处书记、副主席。1998年，任中华人民共和国民政部副部长。2004年，任中共中央国家机关工作委员会副书记。2014年，任全国政协港澳台侨委员会副主任。2017年，任全国政协港澳台侨委员会主任。